# Vell nu al sol
Vell nu al sol és una pintura a l'oli realitzada per Marià Fortuny el 1870 a Granada. Actualment s'exposa al Museu del Prado de Madrid.
Quan Fortuny va visitar per primera vegada el Museu del Prado el 1860 va sentir una profunda admiració per Velázquez, Goya i Ribera. Ribera va ser qui més va influir en aquesta imatge d'una figura envellida, especialment per la decadència de la pell i els músculs, com feia en els seus sants el mestre de Xàtiva. L'ancià s'ubica en primer pla, retalla la seva figura davant d'un fons fosc per accentuar els contrasts, banyat per un potent focus de llum solar amb què l'home se sent feliç, gaudint del moment com s'aprecia al seu rostre, molt expressiu. Al tors i els braços trobem el pas de l'edat, accentuant el naturalisme de la figura. L'artista empra pinzellades ràpides i precises, sense renunciar a alguns detalls, especialment en el rostre, on l'ancià ens transmet el seu esperit com si es tractés d'un retrat. Amb aquests treballs, Fortuny s'anticipa a la pintura de Sorolla.